# Clifford Nelson Fyle
Clifford Nelson Fyle (ur. 29 marca 1933, zm. 18 stycznia 2006) – sierraleoński pisarz i językoznawca.

## Życiorys
Urodził się we Freetown. Kształcił się w męskiej szkole średniej prowadzonej przez metodystów oraz w Fourah Bay College. Wyjechał następnie do Wielkiej Brytanii, podjął studia na uniwersytecie w Durham. Powrócił do Sierra Leone, przez kilka lat nauczał w szkole średniej, którą sam ukończył. Następnie ponownie wyjechał na Wyspy Brytyjskie, uzupełniał tam wykształcenie na macierzystej uczelni, tym razem w zakresie języka angielskiego. Powrócił do kraju tuż przed proklamowaniem niepodległości. Wziął udział w konkursie na słowa hymnu narodowego Sierra Leone. Jego propozycja została przyjęta, czyniąc z Fyle autora słów sierraleońskiego hymnu.
Związany następnie z instytucjami edukacyjnymi młodej republiki. Pracował w ministerstwie edukacji, gdzie miał udział w redakcji podręczników. Znalazł się następnie wśród pracowników naukowych nowo utworzonego Njala University College (1964). W dalszym ciągu uzupełniał wykształcenie, studiował językoznawstwo oraz opracowywanie podręczników na uniwersytetach amerykańskich. Od 1968 wykładał język angielski na Fourah Bay College. Między 1978 a 1993 pracował dla UNESCO. Po przejściu na emeryturę poświęcił się pisarstwu. Pozostawił po sobie powieści oraz książki dla dzieci. Te ostatnie publikował w kilku językach rodzimych dla Sierra Leone, w tym w krio, mende, limba oraz temne. Był także współautorem cenionego słownika krio-angielskiego. Praca ta uznawana jest za wzorcowe opracowanie pośród słowników języków kreolskich.